# Tramway de Little Rock
Le tramway de Little Rock est le réseau de tramways historiques de la ville de Little Rock, capitale de l'État de l'Arkansas, aux États-Unis. Ouvert le 1er novembre 2004 et étendu le 17 février 2007, il compte une unique ligne longue de 5,5 kilomètres.